# Monigotes
Monigotes es una localidad del departamento San Cristóbal, provincia de Santa Fe, Argentina.
El primer antecedente de radicación de familias judías data de 1888. En 1904 comienza la colonización organizada del lugar.

## Población
Cuenta con 475 habitantes (Indec, 2010), lo que representa un descenso del 12 % frente a los 527 habitantes (Indec, 2001) del censo anterior.
| Gráfica de evolución demográfica de Monigotes entre 1991 y 2010 |
|                                                                 |
| Fuente: Censos nacionales del INDEC                             |